# 김진수 (언론인)
김진수(1962년 3월 1일 ~ )는 대한민국의 기자다.

## 학력
- 한국외국어대학교 중국어과 졸업

## 경력
- 1986년 김진수 남성 모델 데뷔
- 1987년 : KBS 공채 14기 기자 입사
- 2005년 ~ 2008년 : KBS 상하이 특파원
- 2011년 ~ 2018년 4월 : KBS 보도본부 해설위원
- 2018년 4월 ~ 2018년 12월 : KBS 보도본부 해설국장
- 2019년 1월 ~ 2021년 12월 : KBS 보도본부 해설위원
- 2025년 8월 ~  : KBS 감사

## 진행
- KBS 2TV 뉴스투데이 진행 : 1999년 8월 23일 ~ 2001년 11월 2일
- KBS 1TV 일요진단 진행 : 2008년 9월 21일 ~ 2011년 1월 9일, 2018년 4월 15일 ~ 2019년 5월 19일